# Distretto Ševčenko
Il distretto di Ševčenko (in ucraino Шевченківський район?, Ševčenki's'kyj rajon) è uno dei 10 distretti amministrativi in cui è suddivisa la città di Kiev. Le sue piazze principali sono Piazza della Vittoria e piazza Sofia.

## Storia

### Simboli
Lo stemma è uno scudo di azzurro in cui è raffigurata la facciata della cattedrale di Santa Sofia d'oro ed una chiave posta in fascia, anch'essa d'oro.
La cattedrale simboleggia la spiritualità ucraina ed è il monumento simbolo del distretto; la chiave in araldica significa saggezza, conoscenza e libertà di scelta ed è l'emblema delle città libere, dotate di autogoverno. Lo stemma è timbrato da una corona principesca d'oro con l'immagine dell'arcangelo Michele, stemma della città di Kiev.